# Mimosa micheliana
Mimosa micheliana är en ärtväxtart som beskrevs av Robinson. Mimosa micheliana ingår i släktet mimosor, och familjen ärtväxter. Inga underarter finns listade i Catalogue of Life.